# 전자구름 퍼짐 효과
전자구름 퍼짐 효과(영어: nephelauxetic effect)는 배위화학에서 리간드가 금속의 오비탈을 퍼지게 하여 금속-리간드 결합에 공유 결합의 성질을 키우는 효과이다. 이 효과가 있기 때문에 결정장 이론은 잘 맞지 않게 된다.